# TroubleDays
《TroubleDays》是由qureate開發的戀愛冒險遊戲，遊戲先後於任天堂Switch和Steam上發佈。故事講述普通上班族男主角在睡夢中遭遇魅魔蘿蓓莉雅的襲擊，兩人以此為契機開始同居生活。

## 遊戲內容
《TroubleDays》採取視覺小說的遊玩方式，玩家扮演普通打工族的主人公是魅魔蘿蓓莉雅（聲演）「採集精氣」的目標，蘿蓓莉雅礙於害羞的性格一直無法完成採集精氣的任務，兩人於是開始同居生活。玩家遊玩時需要閱覽屏幕上所顯示的文本以了解故事情節和人物之間的對話，這些文字會與人物的立繪和背景一同出现，用以表示對話的對象。角色立繪使用了E-mote技術，會隨著對話進行作出相應的表情和動作。在部分場景中會遇見代替背景和人物立繪的電腦圖像。遊戲中會在預設的段落中出現行為選項供玩家選擇，下一段文本在做出選擇前並不能夠顯示。玩家的選擇會影響蘿蓓莉雅的好感度，根據最後角色好感度會進入不同結局，壞結局中兩人分離，主人公被刪去相關記憶；一般結局中兩人同居，主人公成為蘿蓓莉雅唯一的採集精氣的目標；好結局中蘿蓓莉雅由於與人類相愛，被處罰變成人類，兩人結為連理。

## 開發及發行
《TroubleDays》由遊戲製作人臼田裕次郎主導遊戲開發，角色設定由負責，劇本由鹿島夏紀負責，遊戲使用了E-mote技術製作角色立繪。2020年1月24日qureate發佈遊戲宣傳片，並預計遊戲在春季在Steam獨家上線。2月14日，遊戲在Steam正式發佈，首週有折扣優惠，同年7月9日登陸任天堂Switch，發售前兩週預購有折扣優惠。遊戲的任天堂Switch版和Steam電腦版均為全年齡，電腦版可以通過安裝补丁增加色情場景。

## 評價
評論員都提到遊戲與qureate另一個作品《NinNinDays》 風格類似，Digitally Downloaded主編馬特·塞恩斯伯里指出兩個作品除了美術是有由負責，劇情設計也類似，都是主人公與陌生少女同居的故事。4gamers編輯歪力也留意到遊戲使用了不少《NinNinDays》的「場物背景與服裝」。
遊戲的角色設計獲得一定好評，歪力稱讚的出色作畫，也提到女主角蘿蓓莉雅這種極具反差的設定「很少見」。評論員在秋葉原綜研指出魅魔在傳統文化中一向與色情內容有關，蘿蓓莉雅的魅魔身份會讓玩家很期待遊戲後面有哪方面的內容。實際上，在遊戲的設定中蘿蓓莉雅確實一個不擅長與男性交往的少女，劇情中兩人溫情脈脈的情感發展會讓人忘記這是一款色情遊戲。馬特·塞恩斯伯里也稱讚了角色的造型美麗，角色刻畫恰到好處。
劇情方面，馬特·塞恩斯伯里認為遊戲內有不少動漫作品中公式化的有趣橋段，只是角色無法徹底融入其中，存在一些違和感。

## 外部連結
- 官方网站 （日語）
- 《TroubleDays》在視覺小說數據庫的頁面 （英文）